# إبراهام روميرو
إبراهام روميرو (بالإسبانية: Abraham Romero)‏ (18 فبراير 1998 بباسادينا في الولايات المتحدة - ) هو لاعب كرة قدم مكسيكي في مركز حراسة المرمى. لعب مع نادي باتشوكا.

## وصلات خارجية
- إبراهام روميرو على موقع الدوري الأمريكي (الإنجليزية)
- إبراهام روميرو على موقع قاعدة بيانات كرة القدم.إي يو (الإنجليزية)
- إبراهام روميرو على موقع Soccerway.com (الإنجليزية)